# جوی جونز
 جوی جونز  (به انگلیسی: Joey Jones) (زاده ۴ مارس ۱۹۵۵ - ٢٢ ژوئیهٔ ٢٠٢۵) بازیکن فوتبال سابق تیم ملی فوتبال ولز، باشگاه فوتبال چلسی و باشگاه فوتبال لیورپول .ود جونز ۷۲ بازی و یک گل ملی در کارنامه دارد.